# Diarthrodes minutus
Diarthrodes minutus är en kräftdjursart som först beskrevs av Claus 1863. Enligt Catalogue of Life ingår Diarthrodes minutus i släktet Diarthrodes och familjen Thalestridae, men enligt Dyntaxa är tillhörigheten istället släktet Diarthrodes och familjen Dactylopusiidae. Arten har ej påträffats i Sverige. Inga underarter finns listade i Catalogue of Life.